# Comuna Gällivare
Gällivare (Gällivare kommun) este o comună din comitatul Norrbottens län, Suedia, cu o populație de 18.339 locuitori (2013).

## Geografie

### Zone urbane
Lista celor mai mari zone urbane din comună (anul 2015) conform Biroului Central de Statistică al Suediei:
| Nr | Zona urbană       | Pop.   |
| -- | ----------------- | ------ |
| 1  | Gällivare         | 10.362 |
| 2  | Malmberget västra | 1.757  |
| 3  | Malmberget östra  | 1.625  |
| 4  | Koskullskulle     | 818    |
| 5  | Hakkas            | 374    |
| 6  | Tjautjas/Cavccas  | 242    |

## Demografie
| \| Evoluția demografică în comuna Gällivare, 1970–2015 \| Evoluția demografică în comuna Gällivare, 1970–2015 \| Evoluția demografică în comuna Gällivare, 1970–2015 \| Evoluția demografică în comuna Gällivare, 1970–2015 \| Evoluția demografică în comuna Gällivare, 1970–2015 \| \| ----------------------------------------------------------------------------------------------------- \| --------------------------------------------------- \| --------------------------------------------------- \| --------------------------------------------------- \| --------------------------------------------------- \| \| An \| \| \| Locuitori \| \| \| 1970 \| 1970 \| \| 25413 \| 25413 \| \| 1975 \| 1975 \| \| 25406 \| 25406 \| \| 1980 \| 1980 \| \| 24711 \| 24711 \| \| 1985 \| 1985 \| \| 23532 \| 23532 \| \| 1990 \| 1990 \| \| 22421 \| 22421 \| \| 1995 \| 1995 \| \| 22050 \| 22050 \| \| 2000 \| 2000 \| \| 20037 \| 20037 \| \| 2005 \| 2005 \| \| 19077 \| 19077 \| \| 2010 \| 2010 \| \| 18425 \| 18425 \| \| 2015 \| 2015 \| \| 18123 \| 18123 \| \| Sursa: SCB - Statistika Centralbyrån, Folkmängd efter region, civilstånd, ålder och kön. År 1968–2016 \| \| \| \| \| |      |  |           |       |
| Evoluția demografică în comuna Gällivare, 1970–2015 |      |  |           |       |
| An |      |  | Locuitori |       |
| 1970 | 1970 |  | 25413     | 25413 |
| 1975 | 1975 |  | 25406     | 25406 |
| 1980 | 1980 |  | 24711     | 24711 |
| 1985 | 1985 |  | 23532     | 23532 |
| 1990 | 1990 |  | 22421     | 22421 |
| 1995 | 1995 |  | 22050     | 22050 |
| 2000 | 2000 |  | 20037     | 20037 |
| 2005 | 2005 |  | 19077     | 19077 |
| 2010 | 2010 |  | 18425     | 18425 |
| 2015 | 2015 |  | 18123     | 18123 |
| Sursa: SCB - Statistika Centralbyrån, Folkmängd efter region, civilstånd, ålder och kön. År 1968–2016 |      |  |           |       |